# Massacre de Logumani
Le massacre de Logomani a lieu le 20 octobre 2013 pendant l'insurrection de Boko Haram.

## Déroulement
Le matin du dimanche 20 octobre 2013, neuf hommes de Boko Haram, vêtus d'uniformes de l'armée nigériane, arrivent avec des motos près de la ville de Logomani, à 30 kilomètres de la frontière camerounaise. Après avoir bloqué la route près de la ville, les djihadistes massacrent les automobilistes et incendient trois camions.
Selon Musa Abur, chef d'une milice d'autodéfense, 19 cadavres ont été retrouvés sur les lieux de l'attaque : « Cinq des victimes, dont les conducteurs et leurs assistants de deux camions ont été tués par balle, les autres ont été abattus à coup de machettes ». Il estime que cette attaque a pu être commise en représailles après un combat livré deux jours plus tôt à Gamboro Ngala, près de Logomani, où les militaires et les milices d'autodéfense avaient repoussé l'attaque de combattants de Boko Haram.
Buba, un rescapé du massacre, blessé par balle à la jambe, témoigne :

« Ils nous ont demandé de sortir de nos véhicules et de nous allonger, face contre terre, ils étaient neuf hommes, vêtus d’uniformes militaires. Ils ont tué cinq personnes, découpé 14 autres avant de recevoir un appel téléphonique les prévenant que des soldats arrivaient. Ils nous ont alors abandonné et se sont enfuis sur leurs motos dans le bush. [...] Nous savons qu'ils sont de Boko Haram à leur apparence. Les soldats ne portent pas de barbe et certains des assaillants étaient barbus. Tout le monde sait que Boko Haram rôde dans la région, attaquant des villages et des automobilistes sur leur route. C'est devenu fréquent et quand une attaque survient, il est évident que c'est l'œuvre de Boko Haram,. »